# Diócesis de Aurangabad
La diócesis de Aurangabad (en latín: Dioecesis Aurangabadensis y en inglés: Roman Catholic Diocese of Aurangabad) es una circunscripción eclesiástica de la Iglesia católica en India. Se trata de una diócesis latina, sufragánea de la arquidiócesis de Nagpur. Desde el 13 de mayo de 2015 su obispo es Ambrose Rebello.

## Territorio y organización
La diócesis tiene 64 080 km² y extiende su jurisdicción sobre los fieles católicos de rito latino residentes en el estado de Maharashtra en las divisiones de Aurangabad y Nanded.
La sede de la diócesis se encuentra en la ciudad de Aurangabad, en donde se halla la Catedral de San Francisco de Sales.
En 2020 en la diócesis existían 27 parroquias.

## Historia
La diócesis fue erigida el 17 de diciembre de 1977 con la bula Qui arcano del papa Pablo VI, obteniendo el territorio de la arquidiócesis de Hyderabad y de la diócesis de Amravati.

## Estadísticas
Según el Anuario Pontificio 2021 la diócesis tenía a fines de 2020 un total de 16 945 fieles bautizados.
| Año                                                                             | Población            | Población  | Población      | Sacerdotes | Sacerdotes    | Sacerdotes    | Bautizados por sacerdote | Diáconos permanentes | Religiosos | Religiosos | Parroquias |
| Año                                                                             | Bautizados católicos | Total      | % de católicos | Total      | Clero secular | Clero regular | Bautizados por sacerdote | Diáconos permanentes | Varones    | Mujeres    | Parroquias |
| ------------------------------------------------------------------------------- | -------------------- | ---------- | -------------- | ---------- | ------------- | ------------- | ------------------------ | -------------------- | ---------- | ---------- | ---------- |
| 1980                                                                            | 10 492               | 2 420 000  | 0.4            | 22         | 11            | 11            | 476                      |                      | 19         | 38         | 9          |
| 1990                                                                            | 13 200               | 10 807 000 | 0.1            | 34         | 19            | 15            | 388                      |                      | 18         | 77         | 16         |
| 1999                                                                            | 17 380               | 10 032 380 | 0.2            | 44         | 25            | 19            | 395                      |                      | 21         | 129        | 20         |
| 2000                                                                            | 17 400               | 10 034 400 | 0.2            | 43         | 24            | 19            | 404                      |                      | 21         | 129        | 20         |
| 2001                                                                            | 14 000               | 10 026 000 | 0.1            | 43         | 24            | 19            | 325                      |                      | 21         | 131        | 22         |
| 2002                                                                            | 14 200               | 10 026 200 | 0.1            | 45         | 26            | 19            | 315                      |                      | 21         | 154        | 22         |
| 2003                                                                            | 14 200               | 10 026 200 | 0.1            | 43         | 24            | 19            | 330                      |                      | 21         | 158        | 22         |
| 2004                                                                            | 14 200               | 10 026 200 | 0.1            | 42         | 23            | 19            | 338                      |                      | 21         | 163        | 22         |
| 2006                                                                            | 14 425               | 10 031 425 | 0.1            | 40         | 21            | 19            | 360                      |                      | 21         | 163        | 22         |
| 2012                                                                            | 15 623               | 10 258 000 | 0.2            | 43         | 22            | 21            | 363                      |                      | 24         | 183        | 23         |
| 2015                                                                            | 17 592               | 10 383 000 | 0.2            | 46         | 23            | 23            | 382                      |                      | 33         | 166        | 27         |
| 2018                                                                            | 19 150               | 10 822 890 | 0.2            | 50         | 25            | 25            | 383                      |                      | 31         | 212        | 36         |
| 2020                                                                            | 16 945               | 18 936 800 | 0.1            | 64         | 28            | 36            | 264                      |                      | 38         | 163        | 27         |
| Fuente: Catholic-Hierarchy, que a su vez toma los datos del Anuario Pontificio. |                      |            |                |            |               |               |                          |                      |            |            |            |

## Episcopologio
- Dominic Joseph Abreo † (17 de diciembre de 1977-1 de mayo de 1987 falleció)
- Ignatius D'Cunha † (6 de febrero de 1989-20 de enero de 1998 retirado)
- Sylvester Monteiro † (9 de febrero de 1999-14 de agosto de 2005 falleció)
- Edwin Colaço (20 de octubre de 2006-13 de mayo de 2015 retirado)
- Ambrose Rebello, desde el 13 de mayo de 2015